# Sara Chafak
Sara Chafak, née le 25 octobre 1990 à Helsinki, est une mannequin finlandaise.

## Biographie
Née à Helsinki d'un père marocain et d'une mère finlandaise. 
Sara fit ses études de journalisme au Estonian Business School à Tallinn en Estonie.
En 2012, Sara Chafak est couronnée Miss Finlande 2012, elle représentera son pays au Concours de Miss Univers 2012.
Elle est multilingue et passionnée de cuisine.